# Длхе на Цирохи
Длхе на Цирохи (слч. Dlhé nad Cirochou) насељено је мјесто са административним статусом сеоске општине (слч. obec) у округу Сњина, у Прешовском крају, Словачка Република.

## Становништво
| Година:    | 1994. | 2004.   | 2014.   | 2024.   |
| ---------- | ----- | ------- | ------- | ------- |
| Број људи: | 2029  | 2106    | 1995    | 1868    |
| Разлика:   |       | +3,79 % | -5,27 % | -6,36 % |

| Година:    | 2023. | 2024.   |
| ---------- | ----- | ------- |
| Број људи: | 1851  | 1868    |
| Разлика:   |       | +0,91 % |

Према подацима о броју становника из 2024. године насеље је имало 1868 становника.